# Gau d'Hamburg
El Gau d'Hamburg (Gau Hamburg) va ser una divisió administrativa de l'Alemanya nazi de 1933 a 1945 a l'estat d'Hamburg. Abans d'això, de 1925 a 1933, era la subdivisió regional del partit nazi en aquesta zona.
El sistema nazi de Gau (en plural Gaue) va ser establert originalment en una conferència del partit, el 22 de maig de 1926, per tal de millorar l'administració de l'estructura del partit. A partir de 1933, després de la presa de poder nazi, els Gaue va reemplaçar cada vegada més als estats alemanys com a subdivisions administratives a Alemanya.
Al capdavant de cada Gau es va situar un Gauleiter, una posició cada vegada més poderosa, especialment després de l'esclat de la Segona Guerra Mundial, amb poca interferència des de dalt. El Gauleiter local sovint ocupava càrrecs governamentals i de partit, i s'encarregava, entre altres coses, de la propaganda i la vigilància i, a partir de setembre de 1944, el Volkssturm i la defensa de la Gau.
El territori original del Gau es va veure ampliat després de la Llei del Gran Hamburg de 1937.
En els primers anys, de 1925 a 1929, la posició de Gauleiter a Hamburg la va ocupar Josef Klant, Albert Krebs i Hinrich Lohse abans que Karl Kaufmann agafés el càrrec que va mantenir de 1929 a 1945. Klant, el primer gauleiter, va ocupar el lloc per poc temps, va dimitir i va morir el 1927. Lohse, que va ser Gauleiter de Slesvig-Holstein de 1926 a 1945, també va ocupar, a partir de 1941, a càrrec del Reichskommissariat Ostland, on ell va ser responsable de l'aplicació de les polítiques de Germanització nazi construïdes sobre els fonaments del Generalplan Ost: l'assassinat de gairebé tots els jueus, els gitanos i els comunistes i l'opressió de la població local. Va ser sentenciat a deu anys de presó l'any 1948 però alliberat el 1951, després d'haver-se denegat una sol·licitud d'extradició per part de la Unió Soviètica. Va morir el 1964. Krebs, Gauleiter de 1926 a 1928, va ser expulsat del partit nazi per Hitler en 1932 i va publicar la seva autobiografia després de la guerra en què va ser crític amb el lideratge de Hitler. Kaufmann, l'últim gauleiter, passa un temps a la presó després de la guerra, però va ser alliberat a causa d'una malaltia. Va conrear un mite del "bon Gauleiter", afirmant haver salvat a Hamburg d'una major destrucció, rendint-se als Aliats en els últims dies de la guerra, però això es va desmentir. També va intentar retratar a Hamburg com una ciutat liberal a l'època nazi, contràriament al fet que va ser el primer Gauleiter a demanar i rebre permisos per a la deportació de la població jueva després d'atacs aeris aliats a la ciutat el setembre de 1941. Va morir a Hamburg el 1969.
El camp de concentració de Neuengamme estava situat al Gau d'Hamburg. Dels 106.000 presos que van ser enviats al camp van morir 55.000.

## Gauleiters
- 1925–1926: Josef Klant
- 1926–1928: Albert Krebs
- 1928-1929: Hinrich Lohse
- 1929-1945: Karl Kaufmann